# Aminata Ndong
Aminata Ndong (sinh ngày 3 tháng 5 năm 1980) là một vận đồng viên đấu kiếm người Sénégal. Cô đã tham dự nội dung kiếm ba cạnh cá nhân nữ tại Thế vận hội Mùa hè 2004.